# Biblioteca Nacional del Ecuador Eugenio Espejo
La Biblioteca Nacional del Ecuador Eugenio Espejo (BNEE) es la institución encargada de recopilar, custodiar, preservar y difundir el patrimonio cultural impreso y en otros soportes producido en la República del Ecuador. Cuenta con un estimado de 1.4 millones de textos.
La biblioteca es parte de la Asociación de Estados Iberoamericanos para el Desarrollo de las Bibliotecas Nacionales de Iberoamérica (ABINIA) y de la Biblioteca Digital del Patrimonio Iberoamericano (BDPI).

## Historia
Tiene su origen en la biblioteca del Colegio Máximo de San Ignacio de Loyola de la Compañía de Jesús de Quito. Tras la expulsión de los jesuitas, con los fondos de la misma se creó una biblioteca pública en 1791. e inaugurada el 25 de mayo de 1792. Estuvo dirigida por Eugenio Espejo. Más tarde, en 1796 se fusiona con la biblioteca de la Real Universidad Pública de Santo Tomás de Aquino
Ya durante la época republicana esta biblioteca pública pasa a ser declarada como Biblioteca Nacional por el presidente Vicente Rocafuerte en 1838. El 22 de marzo de 1859 pasa a depender de la Universidad Central del Ecuador luego de un temblor, años después Bajo la presidencia de Gabriel García Moreno la biblioteca pasa al cuidado de los jesuitas en 1862 quienes habían sido traídos de vuelta al país el mismo año. Unos cuantos años después, el 28 de agosto de 1869 un decreto legislativo otorga a la biblioteca el derecho de obtener un ejemplar de todas las publicaciones hechas en territorio ecuatoriano. Sin embargo, recién en 1896 la Ley de Instrucción pública la establece como Depósito Legal del país, con lo cual las imprentas se ven formalmente obligadas a dejar un ejemplar en los fondos de la biblioteca
En 1915 se vuelven a separar los fondos coloniales del antiguo Colegio Máximo de la Compañía de Jesús y los de la Universidad de San Gregorio Magno. Los primeros permanecen como parte de la Biblioteca Nacional, mientras que los últimos pasan a manos de la biblioteca general de la Universidad Central del Ecuador.

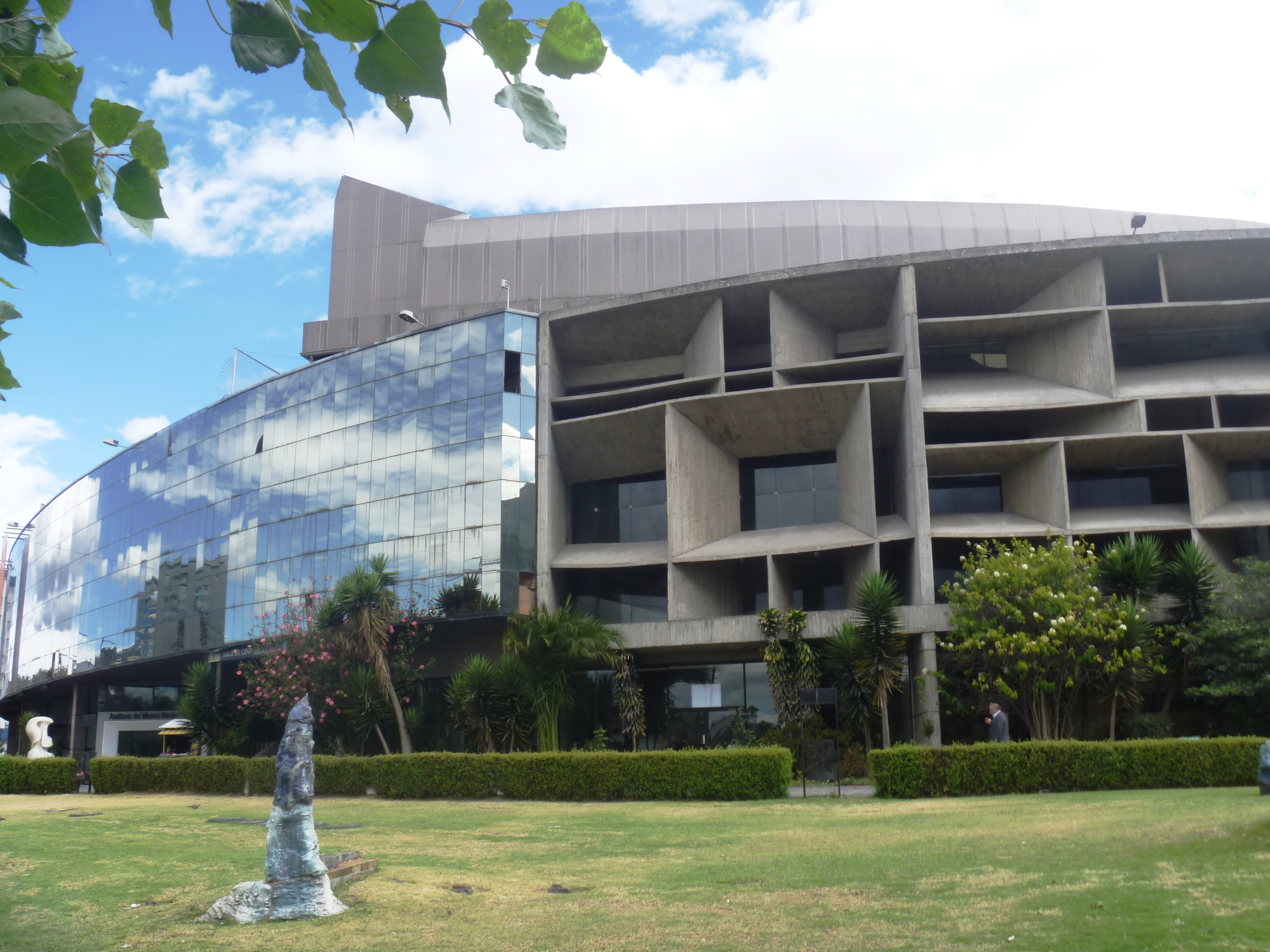
Edificio de los espejos de la CCE, sede de la Biblioteca Nacional hasta 2020.

Ya en el siglo XX pasó a depender de la Casa de la Cultura Ecuatoriana. En 1983 se unen los fondos de la biblioteca de la Casa de la Cultura con los de la Biblioteca Nacional.por una decisión administrativabajo la gestión del entonces presidente de la CCE Edmundo Ribadeneira
Desde 2016 se devuelve su autonomía, sobre todo luego del reglamento general expedido en agosto de 2017 donde la Biblioteca Nacional es declarada Entidad Operativa Desconcentrada del Ministerio de Cultura y Patrimonio. Finalmente, el 3 de febrero del 2020, el Instituto Metropolitano de Patrimonio le entrega en comodato algunos pabellones del antiguo hospital Eugenio Espejo para que funcionen como su nueva sede

## El Coliseum

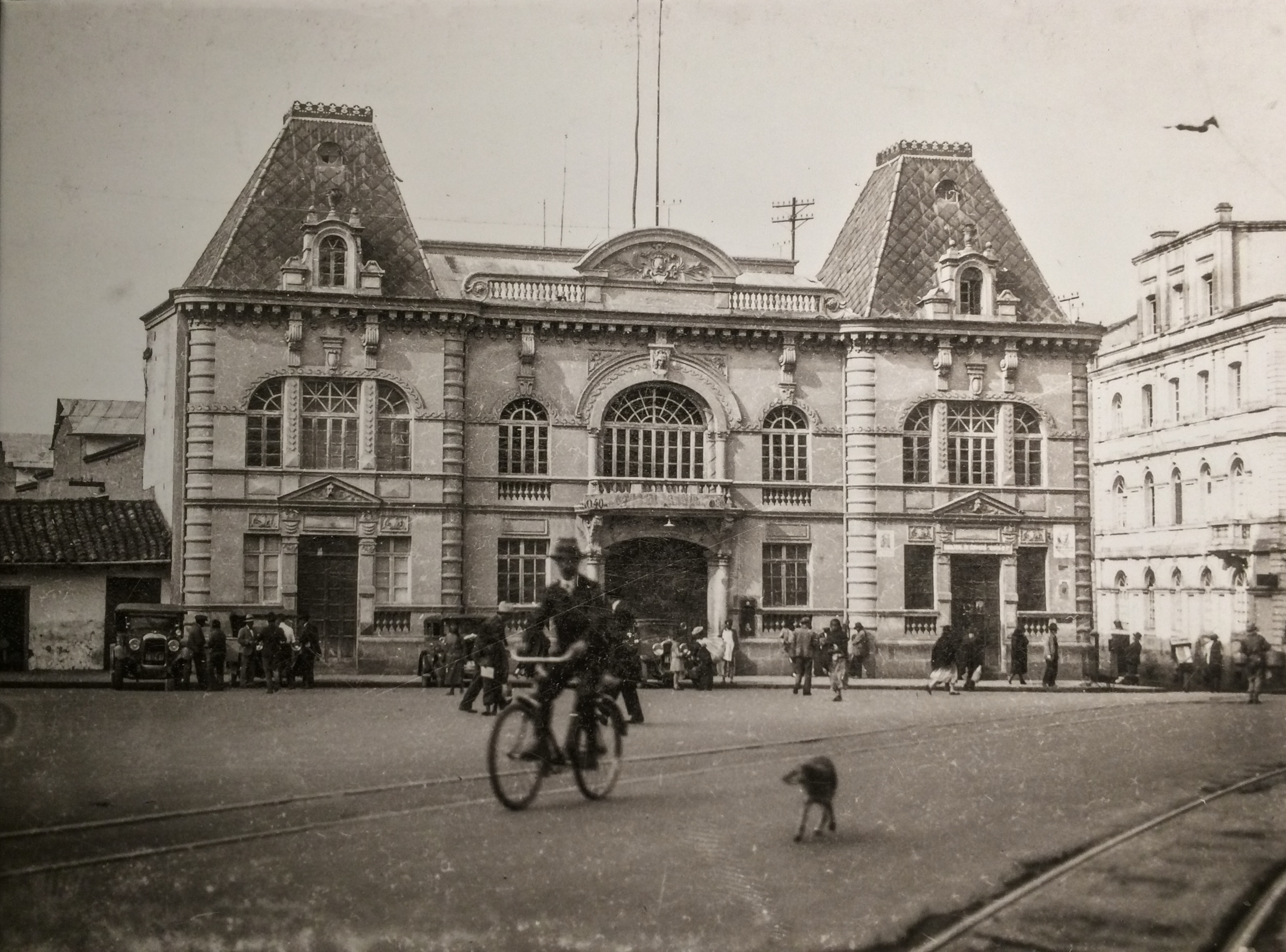
El desaparecido Coliseum, sede de la Biblioteca Nacional entre 1922 y 1972 (San Blas, Quito).

En mayo de 1922, la biblioteca se traslada a las instalaciones del Coliseum un edificio público de estilo neoclásico beaux-arts hoy desaparecido que se ubicaba en la actual plaza de San Blas, a la entrada del centro histórico desde el Norte de la ciudad.
La Biblioteca Nacional funcionó en el Coliseum hasta 1972 cuando fue de trasladada a otro local de propiedad del Banco Central del Ecuador ubicado entre las calles Sucre y García Moreno, en el centro histórico de Quito.

## Sede actual

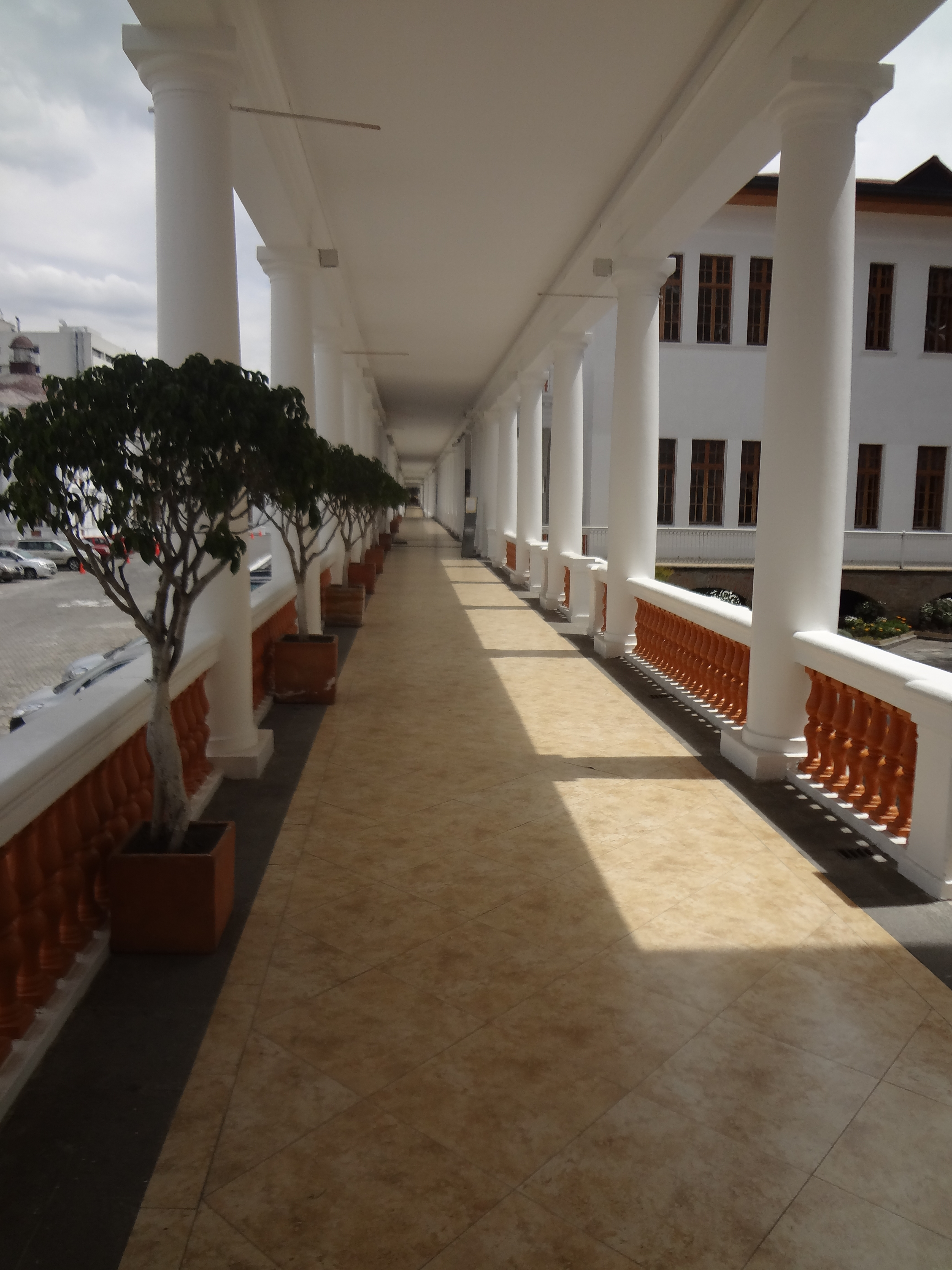
Corredor principal que conecta los distintos pabellones de la sede actual de la Biblioteca Nacional.

Como resultado de un convenio entre el Municipio de Quito y el Ministerio de Cultura y Patrimonio, la Biblioteca Nacional recibió los pabellones 1, 2, 3 y la capilla del Antiguo Hospital Eugenio Espejo, el 3 de febrero del 2020. Hasta entonces, en estas instalaciones funcionaba el Centro de Convenciones de Quito.
Entre 2020 y 2021 se trasladaron los archivos de su anterior sede en la Casa de la Cultura a su ubicación actual. Hubo ciertas demoras en los traslados debido a la pandemia.
El 24 de septiembre de 2020 la Biblioteca Nacional abre sus puertas al público en esta nueva sede, a la ceremonia de apertura asistieron autoridades como el presidente de ese momento Lenín Moreno

## Colecciones

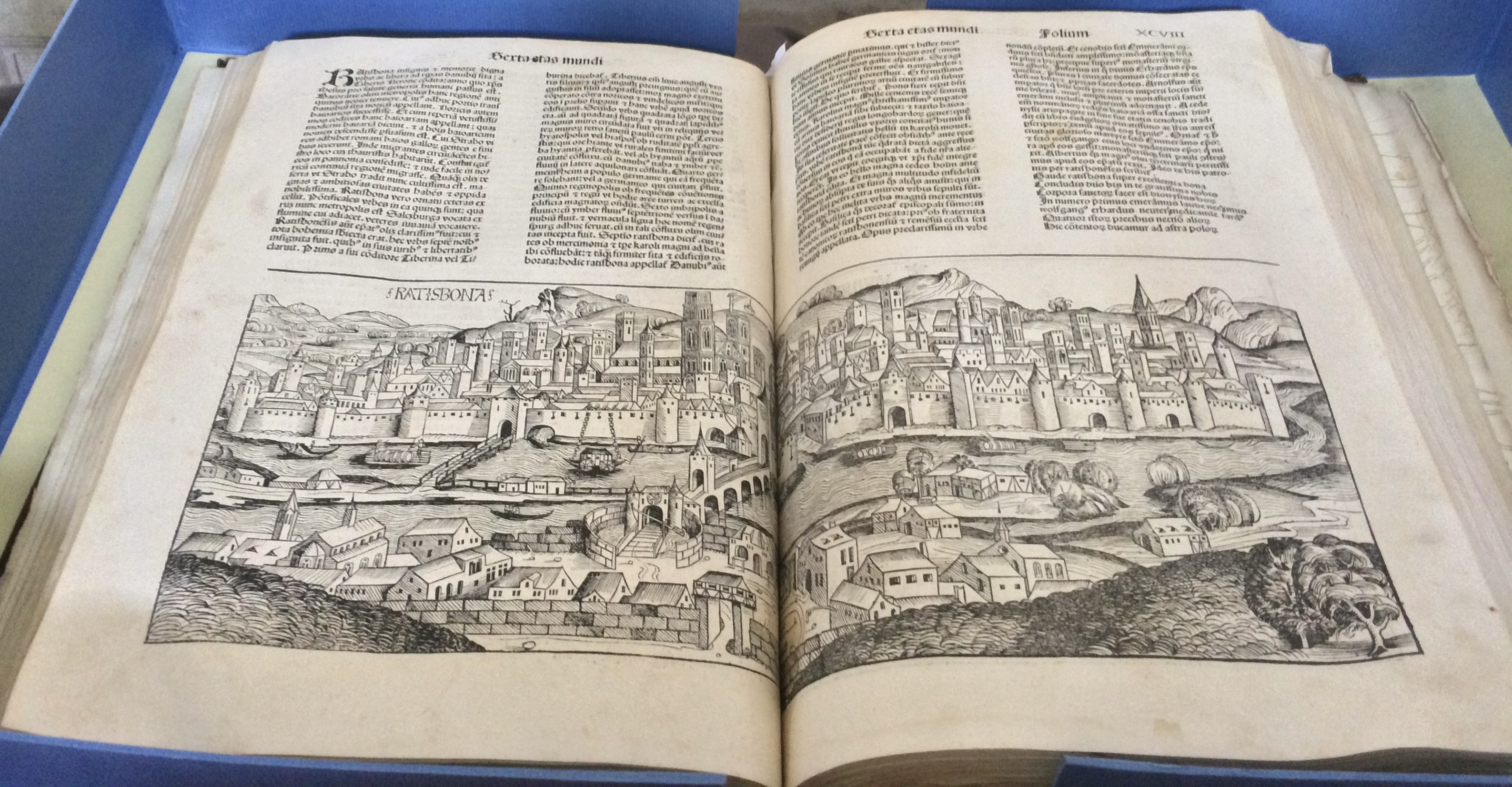
De hystorijs etatum mundi (1493), Hartmann Schedel. Fondo jesuita.

La Biblioteca Nacional contiene una importante colección de libros antiguos y modernos. El fondo antiguo está compuesto por textos de época colonial escritos en español, latín y francés, heredados del Antiguo Colegio Máximo de los jesuitas. Muchos de estos textos datan de los siglos XV y XVII, Entre los objetos de especial interés también se cuentan Cartas de Luis de Saa a Manuela Sáenz, telegramas a Eloy Alfaro el manuscrito con ilustraciones a mano titulado Floresta Americana del botanista y explorador francés Aimé Bonpland, un ejemplar del Govierno eclesiastico pacifico (1656) del arzobispo Gaspar de Villarroel, libros incunables como el De hystorijs etatum mundi: ac descriptione urbium de 1493 escrito por Hartmann Schedel, planes de estudio de la antigua Real Universidad Santo Tomás de Quito, entre otros libros Las colecciones de la Biblioteca Nacional se organizan de la siguiente manera:

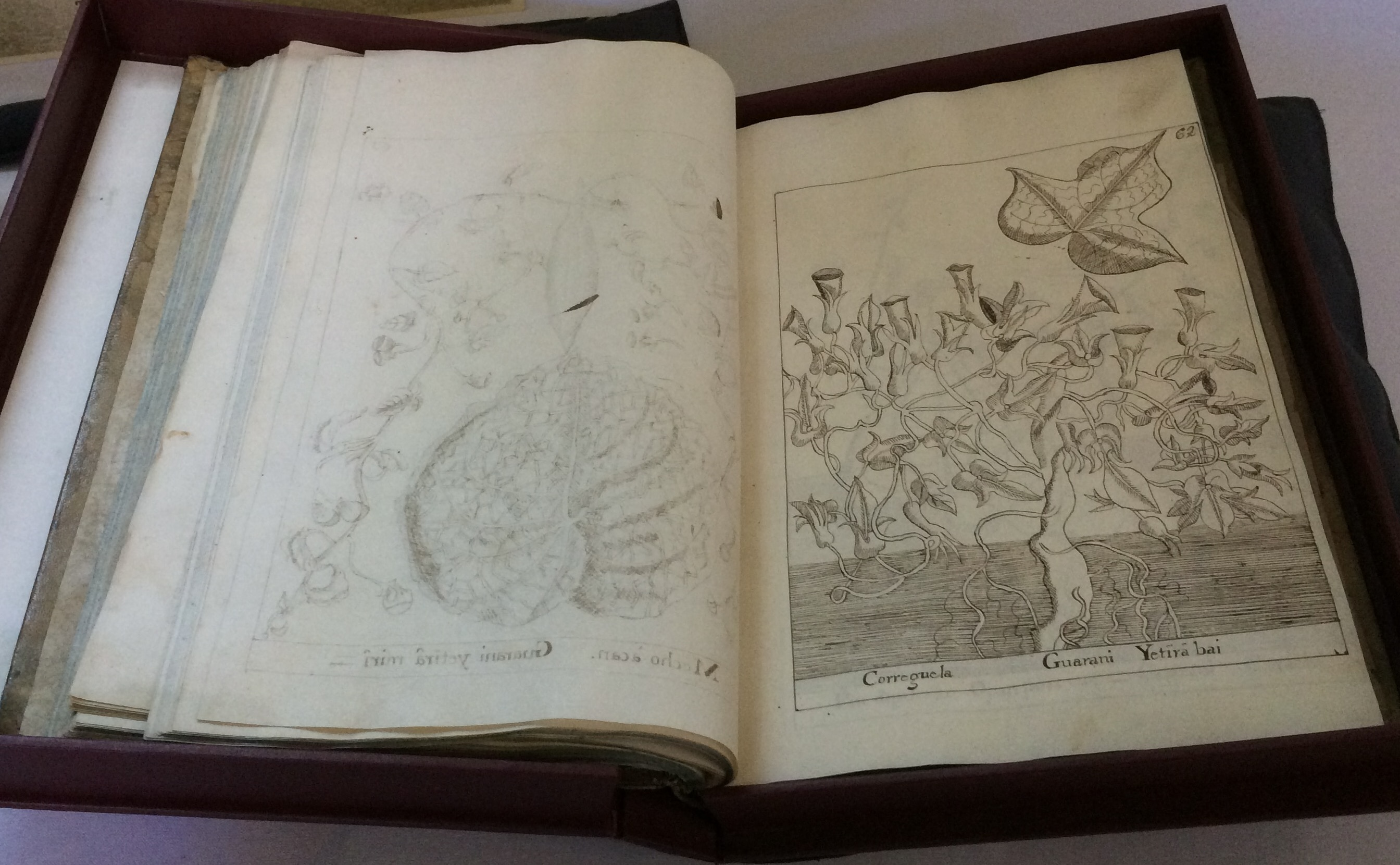
Floresta Americana (1850), Aimé Bonpland. Fondo jesuita.

La biblioteca está dividida en el Fondo Jesuita, el Fondo Republicano I (12.331 libros que van desde 1800 hasta 1950) y el Fondo Republicano II (con libros publicados desde 1951).
La hemeroteca cuenta con una rica colección de periódicos desde el siglo XIX hasta la actualidad. El ejemplar más antiguo de esta colección es un periódico de 1822 llamado Quiteño Libre: con paso de vencedores. La hemeroteca está dividida en prensa antigua, prensa del siglo XX y prensa contemporánea (siglo XXI).

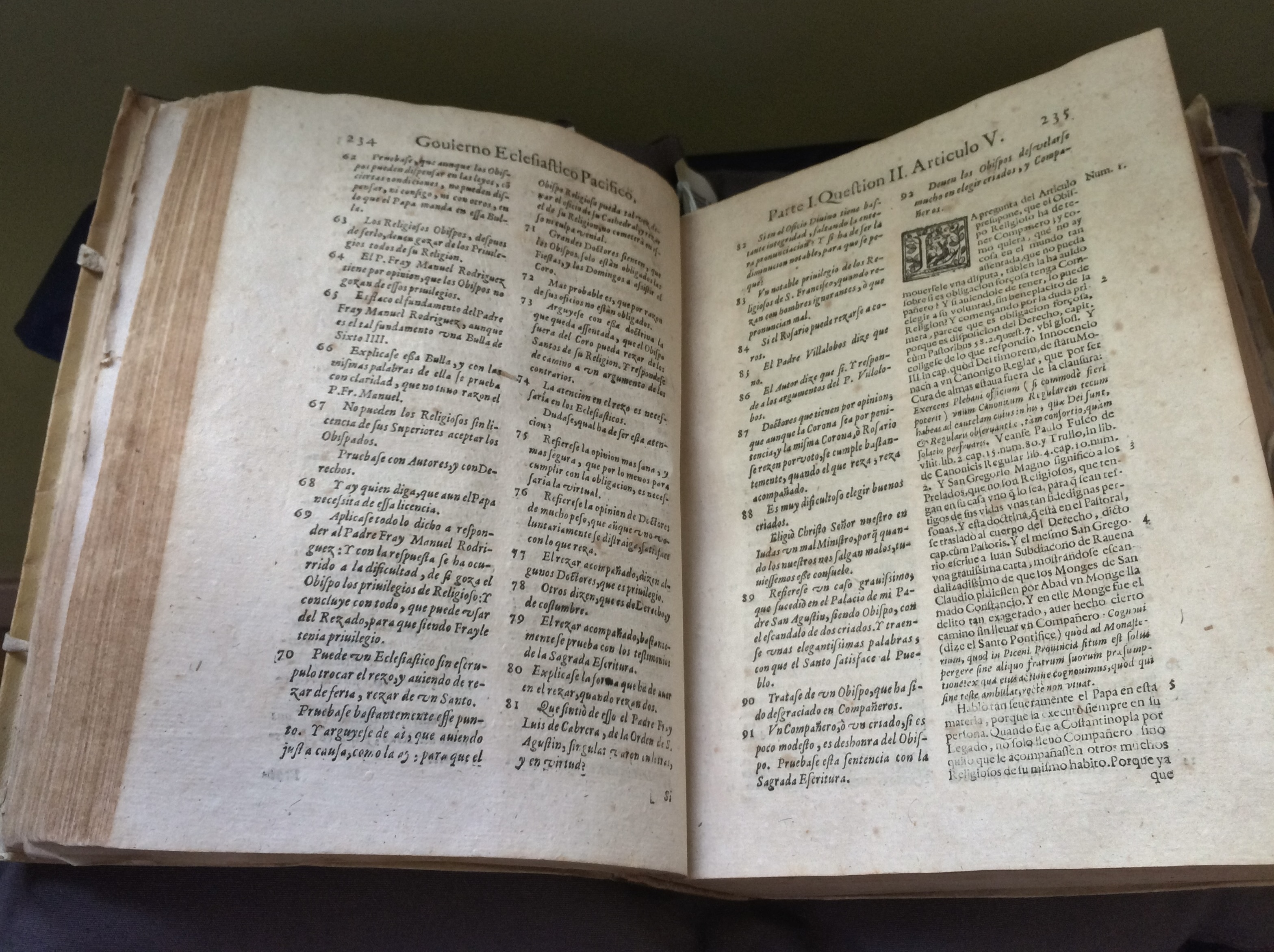
Govierno eclesiastico pacifico, y union de los dos cuchillos, pontificio y regio (1656), Gaspar de Villarroel. Fondo jesuita.

La Biblioteca Nacional también alberga en colecciones especiales las donaciones bibliográficas que pertenecieron a importantes intelectuales como el escritor e historiador Alfredo Pareja Diezcanseco o el poeta Gonzalo Escudero.
La mapoteca incluye una importante cantidad de mapas del país, como el Mapa de Requena (1779) que contiene una representación de la Real Audiencia de Quito.
La sección de materiales audiovisuales recoge una colección de DVD y CD entre las que se cuentan documentales, películas, material educativo y jurídico así como 340 microfilms donde están almacenadas copias digitales de varios de los libros del fondo jesuita y de la hemeroteca.

## Galería

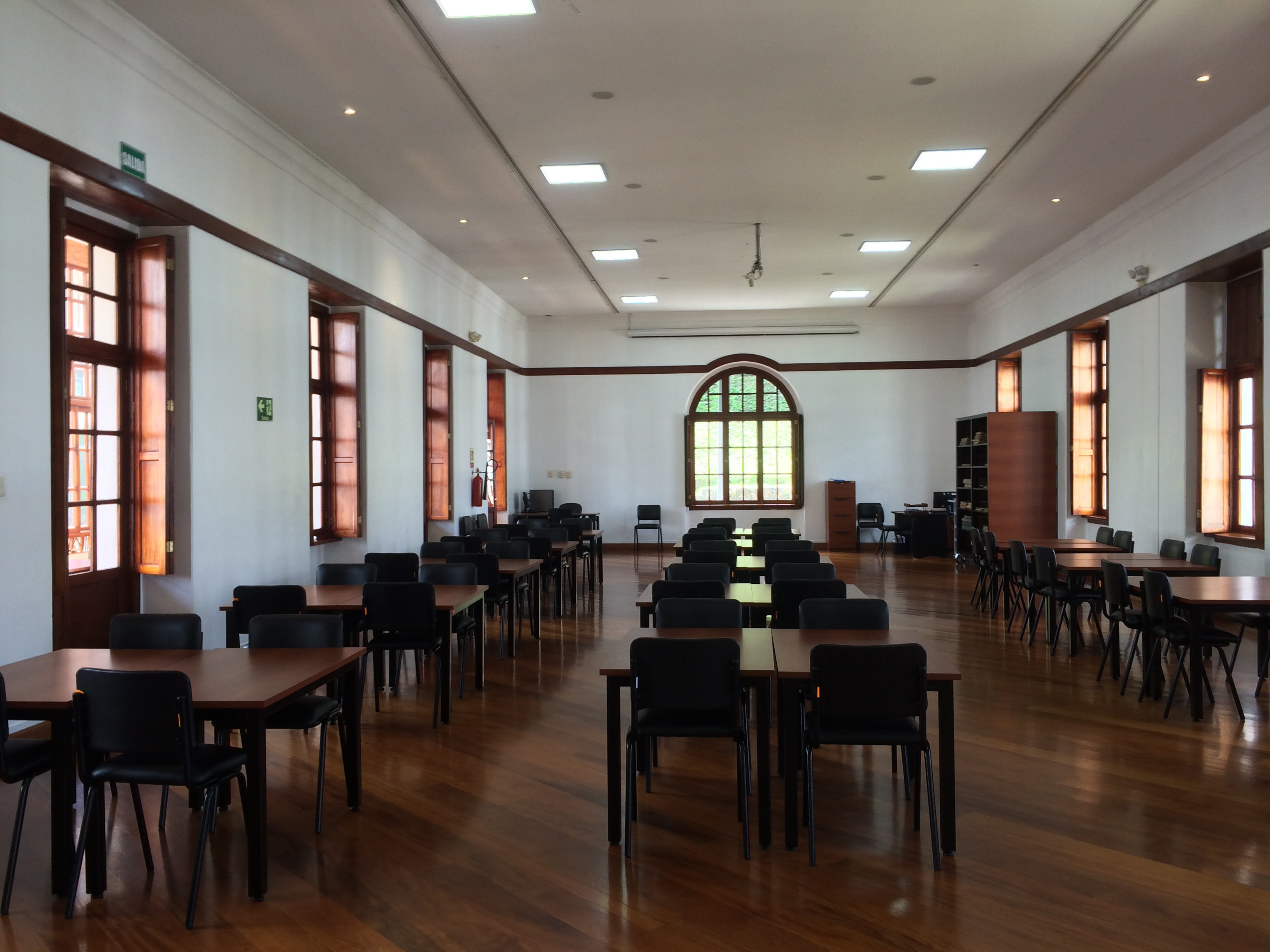
Una de las múltiples salas de lectura.
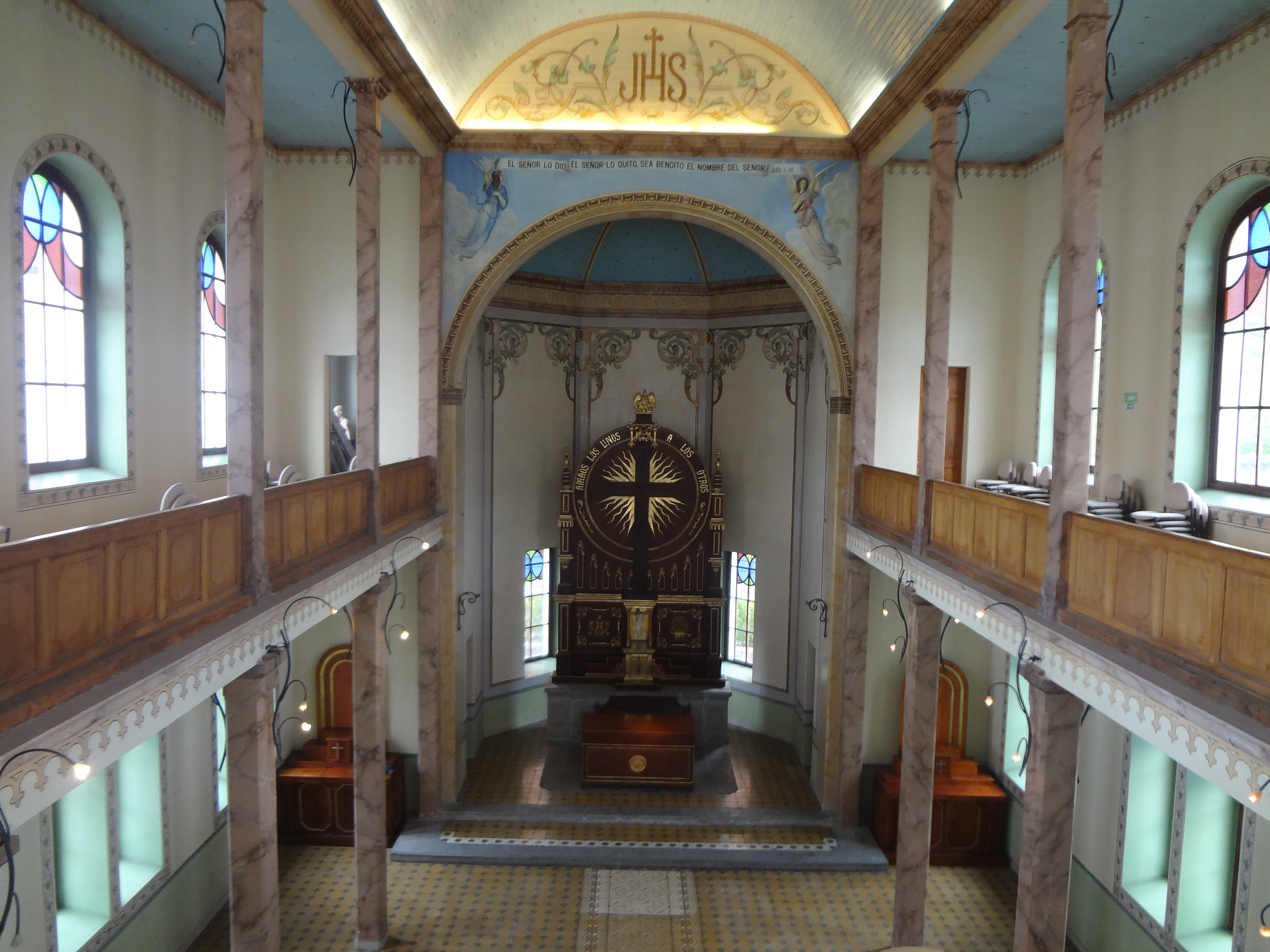
La capilla del antiguo hospital, antes de ser adecuada para albergar el fondo Jesuita, la colección más antigua de la BNEE.
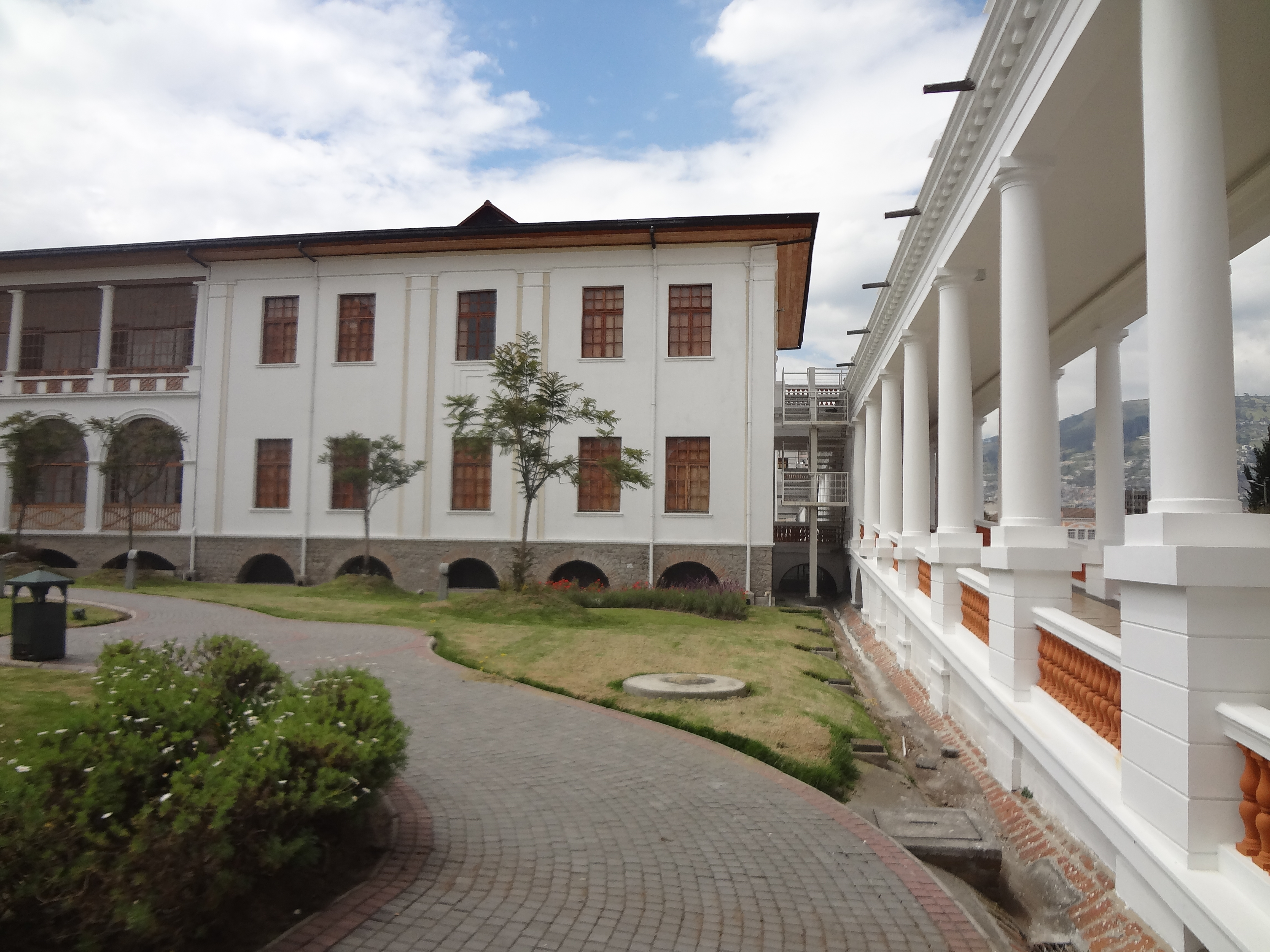
Uno de los pabellones donde se encuentran las colecciones de época republicana.
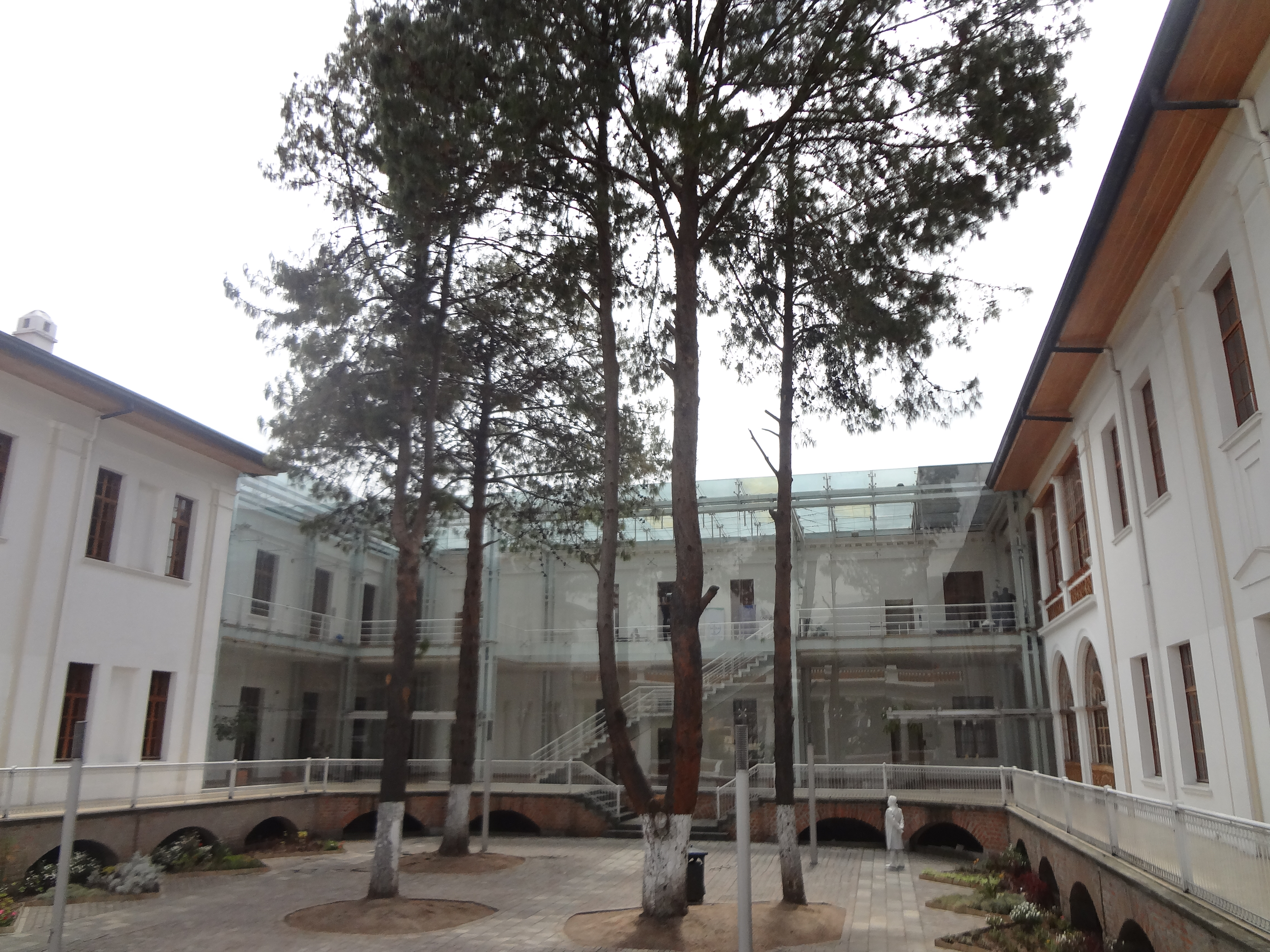
Otro de los pabellones donde se guardan los archivos de época republicana, incluyendo la hemeroteca nacional.